# Men and Women (1925)
Men and Women é um filme mudo de 1925 norte-americano, do gênero dramático, produzido pela Famous Players-Lasky e lançado por Paramount Pictures. Foi dirigido por William C. deMille, estrelado por Richard Dix, Claire Adams e Neil Hamilton. É baseado em uma peça, Men and Women, escrita em 1890 por David Belasco e Henry C. deMille.

## Elenco
- Richard Dix - Will Prescott
- Claire Adams - Agnes Prescott
- Neil Hamilton - Ned Seabury
- Henry Stephenson - Arnold Kirke
- Robert Edeson - Israel Cohen
- Flora Finch - Kate